# آبنبات خوک

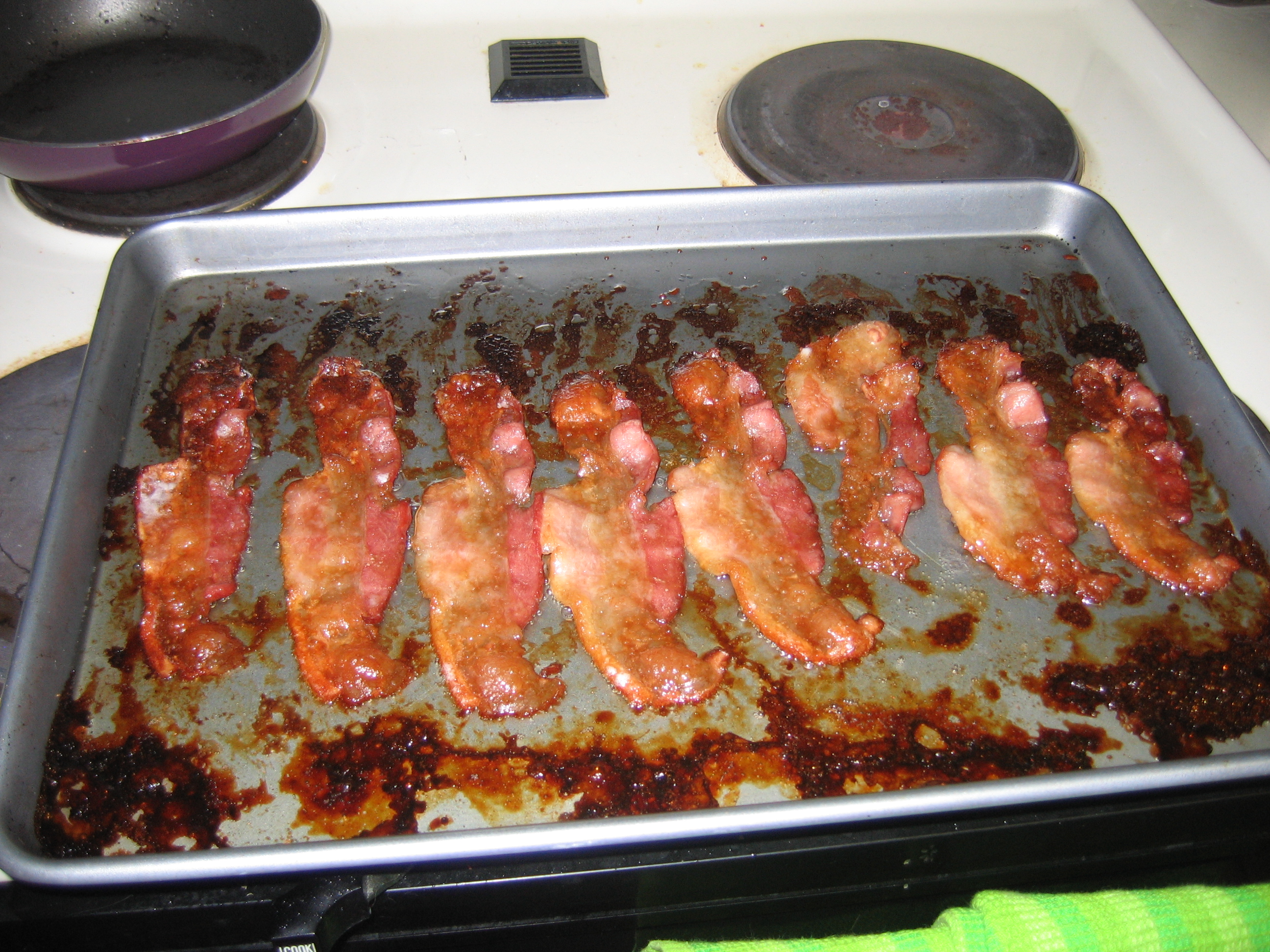
آبنبات خوک

آبنبات خوک (به انگلیسی: Pig candy) نوعی میان‌وعده یا اسنک است که با غلتاندن و پوشاندن باریکه‌های گوشت خوک دودی به‌همراه گردوی آمریکایی در کارامل یا شکر به‌ویژه شکر سرخ درست می‌شود. ممکن است پودر نوعی فلفل سرخ یا شکلات نیز به آن اضافه شود. این غذا به‌صورت گرم یا سرد خورده می‌شود و در جنوب ایالات متحده آمریکا و نیز در شهر واشنگتن بسیار رواج دارد.